# Игор Сергеев
Игор Владимирович Сергеев (на узбекски: Igor Vladimirovich Sergeyev, роден на 30 април  1994) е узбекски професионален футболист, нападател  и състезател на Узбекския национален отбор по футбол. Футболист на тайландския Би Джи Патхум Юнайтед.
Участник в Купата на Азия 2023. Автор на втория гол срещу Индия - 3:0.

## Успехи
Пахтакор (Ташкент)
- Кока Кола Суперлига
  - Шампион (2):  2012, 2014, 2015, 2019
  - Бронзов медалист (1): 2011

- Купа на Узбекистан
  - Носител (2): 2011, 2019

 Тобол (Костанай)
- Първа лига на Казахстан
  - Шампион (1): 2021

 Узбекистан до 20 г.
- Голмайстор на Младежката Купа на Азия: 2012

- Голмайстор на Първа лига на Узбекистан: 2011